# Pierre Douzou
Pour les articles homonymes, voir Douzou.
Pierre Jules Louis Douzou est un biochimiste et essayiste français, né le 25 août 1926 à Millau (Aveyron) et mort le 19 juin 2000 à Saclay (Essonne).

## Biographie
Il est le fils du gantier Gaston Douzou. Après des études au lycée de Rodez, puis à la faculté des sciences et à la faculté de pharmacie de Lyon, il vient terminer son cursus à la Faculté des sciences de Paris. 
Bernard Pullman repère ses talents de biologiste et de physicien et l'invite à prendre la direction d'un des services de l'IBPC en 1965. Ses recherches concernent la description des intermédiaires moléculaires transitoires lors des réactions enzymatiques. Il met au point des solvants antigel, invente la cryoenzymologie et explore les applications des techniques de congélation, notamment dans le domaine agronomique. Il est directeur de l'INRA de 1989 à 1991. 
Il est un spécialiste mondialement reconnu pour ses travaux en physico-chimie des réactions biologiques. Il a été un promoteur et un acteur d'approches originales aux frontières de l'inanimé et du vivant et a marqué de sa personnalité attachante la politique scientifique de la France pendant plusieurs décennies.

## Parcours
- 1950 : licencié ès sciences physiques, pharmacien.
- 1958 : docteur ès sciences physique.
- 1959 : biologiste au service de santé des armées.
- 1960-1965 : maître de conférences, sous-directeur au Muséum national d'histoire naturelle.
- 1965-1971 : professeur de biochimie à l'hôpital du Val-de-Grâce.
- 1966 : chef du service de biospectroscopie à l'Institut de biologie physico-chimique de Paris.
- 1971-1977 : directeur à l'École pratique des hautes études.
- 1973-1974 : professeur invité à l'Université de l'Illinois (Urbana).
- 1977 : correspondant de l'Académie des sciences (section de biologie cellulaire et moléculaire).
- 1977-1995 : professeur de physicochimie de l'adaptation biologique au Muséum national d'histoire naturelle.
- 1981-1985 : président de la mission puis du programme national des biotechnologies au ministère de la Recherche.
- 1989-1991 : directeur de l'Institut national de la recherche agronomique (INRA).

## Distinctions
- Prix Pelman de biologie (1962)[1] ;
- Lauréat de l’Académie des sciences - Institut de France (1973)[2] ;
- Membre de l'Organisation européenne de biologie moléculaire ;
- Membre du conseil scientifique de l'Institut national de la santé et de la recherche médicale, INSERM (président 1979-1981), du conseil scientifique de l'INRA (président 1985-1989) et conseiller scientifique du CEA (1991) ;
- Membre de l'Académie des sciences, section de biologie cellulaire et moléculaire (1979) et de l'Académie nationale de pharmacie de Paris ;
- Commandeur de la Légion d'honneur ;
- Grand officier de l'ordre national du mérite.

## Publications
- (en) Cryobiochemistry : an Introduction, Academic Press, 1977, 286 p. (ISBN 978-0-12-221050-1)
- Le chaud et le froid : les conflits du vivant, Fayard, 1984 (ISBN 978-2-213-01395-4)
- Les bricoleur du septième jour, Fayard, 1985
- Vous cherchez quoi, au juste ?, Éditions Odile Jacob, 1994, 239 p. (ISBN 978-2-7381-0260-7, lire en ligne)
- La saga des gènes racontée aux jeunes, Éditions Odile Jacob, 1994
- Les biotechnologies, Que sais-je?, PUF.
- Contribution photochimique et spectrophotométrique à l'étude des propriétés de l'acide ascorbique, thèse de doctorat.